# La Colle-sur-Loup

La Colle-sur-Loup là một xã ở tỉnh Alpes-Maritimes, vùng Provence-Alpes-Côte d’Azur ở đông nam nước Pháp.